# Élections législatives danoises d'avril 1953
 (février 2025).
Si vous disposez d'ouvrages ou d'articles de référence ou si vous connaissez des sites web de qualité traitant du thème abordé ici, merci de compléter l'article en donnant les références utiles à sa vérifiabilité et en les liant à la section « Notes et références ».
Les élections législatives danoises de 1953 ont eu lieu le 21 avril 1953.

## Résultats

### Danemark métropolitain[1]
| Inscrits                     | Inscrits                 | Inscrits                 | 2 571 305 |             |                       |                       |
| Abstentions                  | Abstentions              | Abstentions              | 493 690   | 19,2 %      |                       |                       |
| Votants                      | Votants                  | Votants                  | 2 077 615 | 80,8 %      |                       |                       |
|                              |                          |                          |           |             |                       |                       |
| Bulletins enregistrés        | Bulletins enregistrés    | Bulletins enregistrés    | 2 077 615 |             |                       |                       |
| Bulletins blancs ou nuls     | Bulletins blancs ou nuls | Bulletins blancs ou nuls | 6 712     | 0,32 %      |                       |                       |
| Suffrages exprimés           | Suffrages exprimés       | Suffrages exprimés       | 2 070 903 | 99,68 %     | 149 sièges à pourvoir | 149 sièges à pourvoir |
|                              |                          |                          |           |             |                       |                       |
| Liste                        | Tête de liste            |                          | Suffrages | Pourcentage | Sièges acquis         | Var.                  |
| Social-démocratie            | Hans Hedtoft             |                          | 836 507   | 40,39 %     | 61 / 149              | +2                    |
| Venstre                      | Erik Eriksen             |                          | 456 896   | 22,06 %     | 33 / 149              | +1                    |
| Parti populaire conservateur | Ole Bjørn Kraft          |                          | 358 509   | 17,31 %     | 26 / 149              | -1                    |
| Parti social-libéral danois  | Jørgen Jørgensen         |                          | 178 942   | 8,64 %      | 13 / 149              | +1                    |
| Parti de la justice          | Oluf Pedersen            |                          | 116 288   | 5,62 %      | 9 / 149               | -3                    |
| Parti communiste du Danemark | Aksel Larsen             |                          | 98 940    | 4,78 %      | 7 / 149               | =                     |
| Unité danoise                | Carl Haugsteg            |                          | 16 383    | 0,79 %      | 0 / 149               |                       |
| Parti du Schleswig           | Néant                    |                          | 8 438     | 0,41 %      | 0 / 149               |                       |

### Féroé
| Inscrits                    | Inscrits                 | Inscrits                 | 17 015    |             |                     |                     |
| Abstentions                 | Abstentions              | Abstentions              | 13 612    | 80 %        |                     |                     |
| Votants                     | Votants                  | Votants                  | 3 403     | 20 %        |                     |                     |
|                             |                          |                          |           |             |                     |                     |
| Bulletins enregistrés       | Bulletins enregistrés    | Bulletins enregistrés    | 3 403     |             |                     |                     |
| Bulletins blancs ou nuls    | Bulletins blancs ou nuls | Bulletins blancs ou nuls | 36        | 1,06 %      |                     |                     |
| Suffrages exprimés          | Suffrages exprimés       | Suffrages exprimés       | 3 367     | 98,94 %     | 2 sièges à pourvoir | 2 sièges à pourvoir |
|                             |                          |                          |           |             |                     |                     |
| Liste                       | Tête de liste            |                          | Suffrages | Pourcentage | Sièges acquis       | Var.                |
| Parti de l'union            | Johan Poulsen            |                          | 1 515     | 45 %        | 1 / 2               | +1                  |
| Parti social-démocrate      | Peter Mohr Dam           |                          | 1 501     | 44,58 %     | 1 / 2               | =                   |
| Parti de l'autogouvernement | Néant                    |                          | 351       | 10,42 %     | 0 / 2               | =                   |